# Гамченко Євген Спиридонович
Євге́н Спиридо́нович Гамченко (нар.27 липня 1874, Житомир — пом. 24 травня 1931, за іншими даними — 1944, Київ) — генерал-хорунжий Армії УНР.

## Життєпис
Народився 27 липня 1874 у місті Житомирі. Навчався у Житомирській класичній гімназії.

### В російській армії
На військовій службі з 25 червня 1895. У 1897 закінчив Костянтинівське військове училище, отримав офіцерське звання підпоручник. Служив у 5-й артилерійській бригаді. З 12 серпня 1900 поручник, а з 1904 штабс-капітан.
У 1907 закінчив Миколаївську академію Генерального Штабу по 1-му розряду. Служив у Іркутському військовому округу. З 6 грудня 1913 підполковник. Учасник Першої світової війни, старший ад'ютант штабу Гродненської фортеці у 1915.
У званні полковника командир 119-го піхотного В'яземського полку з 11 грудня 1916. З 6 липня 1917 начальник штабу 3-го армійського корпусу, а з 19 жовтня цього ж року начальник штабу 27-ї піхотної дивізії. Отримав звання генерал-майор. Нагороджений орденом Святого Станіслава 2 та 3 ступенів, Святої Ганни 2 ступеня та 2 ступеня з мечами, Святого Володимира 4 ступеня.

### На службі Україні
В армії Української Держави з квітня 1918, начальник штабу Сердюцької дивізії. 30 вересня 1918 отримав звання генерального хорунжого Генерального Штабу.
Після падіння Гетьманату інтернований у Києві військами Директорії УНР. Відмовився приєднатися до армії УНР і був вивезений до Німеччини разом з іншими офіцерами, вірними Павлу Скоропадському.
В 1919 брав участь у білогвардійській армії Збройні Сили Півдня Росії. З травня 1920 в Югославії.
З липня 1920 — в Армії УНР, начальник штабу 5-ї Херсонської дивізії, згодом начальник штабу 2-ї Волинської стрілецької дивізії.
В кінці 1920 виїхав до Чехословаччини, згодом до Німеччини.

### В УРСР
У березні 1923 приїхав до УРСР, викладав у військових училищах Іркутську та Сум, а згодом у Київській військовій школі ім. Камєнєва.
12 січня 1931 заарештований, а 24 травня цього ж року розстріляний у Києві. Похований у братській могилі на Лук'янівському цвинтарі.

## Вшанування пам'яті
Вулиця Родини Гамченків у його рідному місті Житомир.